# Okres Košice I
Der Okres Košice I ist eine Verwaltungseinheit in der Ostslowakei mit 68.089 Einwohnern (2004) und einer Fläche von 85,4 km².
Er umfasst folgende 6 Ortsteile von Košice:
- Džungľa
- Kavečany
- Sever
- Sídlisko Ťahanovce
- Staré Mesto
- Ťahanovce

## Bevölkerung
| Jahr                | 1994   | 2004    | 2014    | 2024    |
| ------------------- | ------ | ------- | ------- | ------- |
| Anzahl der Personen | 65.057 | 68.089  | 67.842  | 62.603  |
| Unterschied         |        | +4,66 % | −0,36 % | −7,72 % |

| Jahr                | 2023   | 2024    |
| ------------------- | ------ | ------- |
| Anzahl der Personen | 62.965 | 62.603  |
| Unterschied         |        | −0,57 % |

## Kultur
In dem Artikel Denkmalgeschützte Objekte im Okres Košice I findet man Informationen über die vom slowakischen Denkmalamt geschützten Objekte im Okres.